# El Litoral
El Litoral è un quotidiano argentino fondato a Santa Fe nel 1918.

## Storia
Il giornale fu fondato da Salvador Caputto il 7 agosto 1918. Dal 2016 il direttore è Nahuel Caputto.